# (Ghost) Riders in the Sky
(Ghost) Riders in the Sky: A Cowboy Legend, conosciuto anche semplicemente come (Ghost) Riders in the Sky, Ghost Riders, Ghost Riders in the Sky o Riders in the Sky, è un brano musicale country & western composto da Stan Jones nel 1948. I membri della Western Writers of America la hanno scelta come la migliore canzone Western di sempre.
La melodia della canzone è simile a quella di Spancil Hill, antico brano tradizionale irlandese del 1870, e a quella del brano della guerra civile americana When Johnny Comes Marching Home.
Il brano è stato reinterpretato da numerosi artisti nel corso degli anni, ed è considerato uno standard country. Tra gli interpreti più conosciuti, ricordiamo Burl Ives, Peggy Lee, Dick Dale, Frankie Laine, Tom Jones, Elvis Presley, Johnny Cash, The Outlaws, Peter, Paul and Mary, Debbie Harry, Duane Eddy, Dean Martin, Gino Latilla (in italiano con il titolo I cavalieri del cielo), R.E.M., e Me First and the Gimme Gimmes.
La canzone è stata di ispirazione per il fumetto horror-western Ghost Rider della Magazine Enterprises. Quando nel 1958 la Magazine chiuse i battenti, e successivamente decaddero i diritti sul nome del fumetto, la Marvel Comics pubblicò la sua versione del personaggio, quasi identica, in Ghost Rider #1 (febbraio 1967). Il personaggio venne poi rinominato Phantom Rider quando la Marvel fece debuttare il demone motociclista chiamato Ghost Rider.
Il brano, nella versione dei Sons of the Pioneers, è presente nelle canzoni in rotazione su Radio Appalachia nel videogame Fallout 76.